# Íñigo Prieto López de Cerain
Íñigo Prieto López de Cerain (* 17. April 1990) ist ein spanischer Fußballschiedsrichterassistent.
Von der Saison 2012/13 bis zur Saison 2015/16 war Prieto López de Cerain Schiedsrichterassistent in der Segunda División, seit der Saison 2016/17 ist er in der Primera División im Einsatz. Seit 2019 steht er als Schiedsrichterassistent auf der Liste der FIFA-Schiedsrichter und leitet internationale Fußballpartien. Prieto López de Cerain war als Videoschiedsrichter bei der Europameisterschaft 2021 im Einsatz. Seit der Saison 2018/19 leitet er Spiele in der Europa League, seit der Saison 2021/22 Spiele in der Champions League. Er war Videoschiedsrichterassistent im Champions-League-Finale 2021 zwischen Manchester City und dem FC Chelsea (0:1) in Porto im Team von Antonio Mateu Lahoz.